# Második polocki csata
A második polocki csatára 1812. október 18-20-án került sor. (Meg kell különböztetni az első polocki csatától, ami augusztus 17-18-án zajlott le.)
A Peter Wittgenstein vezette orosz erők megtámadták és vereséget mértek a Saint-Cyr irányította francia-bajor csapatokra.

## Előzmények
Miközben Napóleon Moszkvába nyomult előre, a bal szárnya a francia és a német kontingenssel Polockban állomásozott, hogy védje északi szárnyat Wittgenstein ellen. A polocki francia "védelmi bástyát" felváltva parancsnokolta Saint-Cyr és Oudinot. Ez a megerősített védelmi pont mintegy 200 mérföldre (320 km-re) nyugatra a lengyel határtól, és körülbelül 150 mérföldre (240 km-re) északnyugatra Szmolenszk rendkívül fontos volt Napóleon számára több okból is.
Létrehozásával megerősítette a frontot Polocknál és sakkban tartotta Wittgensteint. Ha az oroszok Wittgenstein déli előrenyomulásával Napóleon mögé tudtak volna kerülni, akkor bekerítették volna Grand Armée-t, ezért Napóleon számára létfontosságú volt, hogy az orosz főerőket Moszkva közelében tartsa, miközben visszavonul. A franciák számára Vityebszk védelme szempontjából is fontos volt ez a hely, ami Napóleon egyik hatalmas raktárául szolgált, az utánpótlás biztosítására. A másik kettő Minszkben és Szmolenszkben tette volna lehetővé azt, hogyha a hadjárat elhúzódik télire, akkor is legyen utánpótlás. (A visszavonuló utóvédcsapatok azonban felélték a nélkülözhetetlen élelmiszer- és lőszerkészleteket.)
Augusztusban még nagyjából erőegyensúly alakult ki a franciák és oroszok között, Wittgenstein serege az öbölben maradt, de megakadályozta Szentpétervár elfoglalását, a franciák pedig előrenyomulhattak Moszkva felé, védte őket északról a Daugava-vonal. Október közepére a stratégiai erőviszonyok drámaian megváltoztak, Wittgenstein erői megerősödtek, fölénybe kerültek.

## A csata

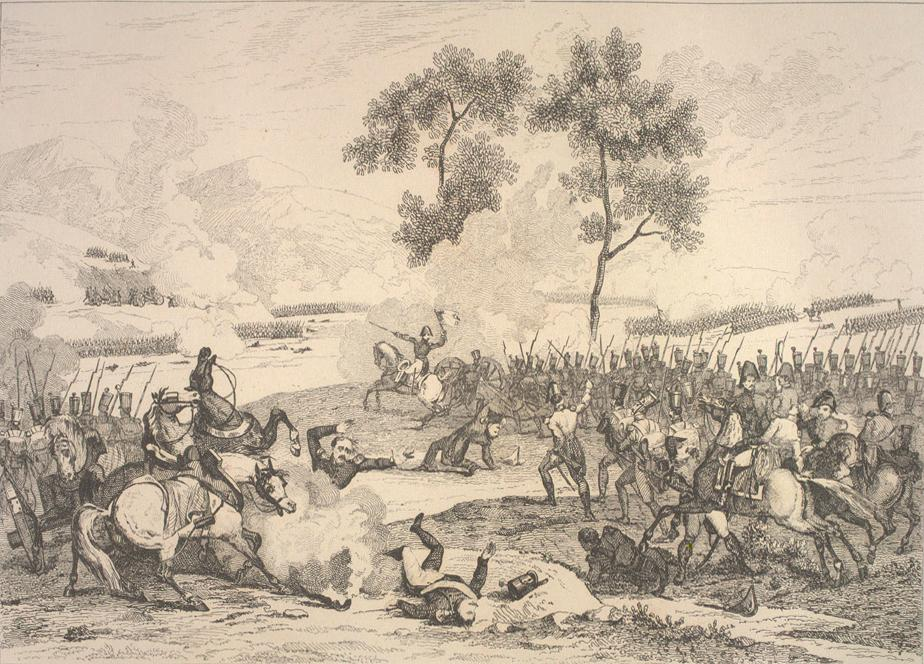

A csata első napján az oroszok hét egymást követő frontális támadást indítottak Polock ellen, miközben a Steingal tábornokuk a francia hátvédet támadta. A harc heves és véres volt, a franciák közel 8000 katonát vesztettek, az oroszok vesztesége 8000 - 12.000 fő között mozgott. Mind a hét orosz támadást visszaverték a nap végén. Saint-Cyr azt hitte, hogy aratott egy keserű győzelmet, de a harcnak még korántsem volt vége. Wittgenstein csak azt várta, hogy Steingal erői megérkezzenek és akkor indít újabb támadást, közben pedig az orosz tüzérség félelmetes tüzet zúdított a városra, amely kigyulladt. A következő napon, október 19-én Steingal erői 6 km-re közelítették meg Polockot, így a francia parancsnoknak rá kellett döbbennie, hogy erőit a bekerítés veszélye fenyegeti. Aznap este, tudva, hogy helyzete tarthatatlanná vált, megkezdte a város evakuálását, közben véres utcai harcok kezdődtek, mert az oroszok egy végső támadást indítottak. A francia parancsnok a bajorokat bízta meg azzal, hogy tartsák fel Steingalt, amíg a fő erőkkel visszavonul. Ez a bajoroknak sikerült is, visszaszorították az oroszokat, akik súlyos veszteségeket szenvedtek el.
A franciáknak sikerült magukat kimenteniük a körülzárásból, de Polock elveszett a számukra. Később a vityebszki raktárat is elfoglalták az oroszok, a védelmi vonaluk a Daugavánál összeomlott, ezzel a Grand Armée helyzete végleg katasztrofálissá vált.

## Következmények
Saint-Cyr kitört a bekerítésből, a serege nagyobb részét kimentette. Körülbelül 2 ezer francia nem tudott átkelni a Dvinán, ezek fogságba estek, velük együtt egy ágyú és az ellátmány nagy része. Steingal 500 foglyot ejtett.
Saint-Cyr súlyosan megsebesült a lábán, így átadta a parancsnokságot a 2. hadtest parancsnokságát Legrand tábornoknak és a 6. hadtestét Wrede tábornoknak. Wittgenstein a franciák veszteségét az orosz cárnak írt jelentésében 6 ezer főre tette.

## Fordítás
- Ez a szócikk részben vagy egészben  a   Second Battle of Polotsk című angol Wikipédia-szócikk fordításán alapul.  Az eredeti cikk szerkesztőit annak laptörténete sorolja fel. Ez a jelzés csupán a megfogalmazás eredetét és a szerzői jogokat jelzi, nem szolgál a cikkben szereplő információk forrásmegjelöléseként.